# Regele-Ferdinand, Ismail
Regele-Ferdinand (în ucraineană Новомиколаївка, transliterat: Novomîkolaiivka, în rusă Новониколаевка, transliterat: Novonikolaevka, în germană Friedrichsdorf) este un sat în comuna Vâlcov din raionul Ismail, regiunea Odesa, Ucraina. Satul a fost locuit de germanii basarabeni.

## Demografie
Componența lingvistică a localității Regele-Ferdinand
     Rusă (50,26%)
     Ucraineană (39,86%)
     Română (3,92%)
     Găgăuză (3,07%)
     Bulgară (2,39%)
Conform recensământului din 2001, majoritatea populației localității Regele-Ferdinand era vorbitoare de rusă (50,26%), existând în minoritate și vorbitori de ucraineană (39,86%), română (3,92%), găgăuză (3,07%) și bulgară (2,39%).